# Lijst van Tweede Kamerleden 1956-1959

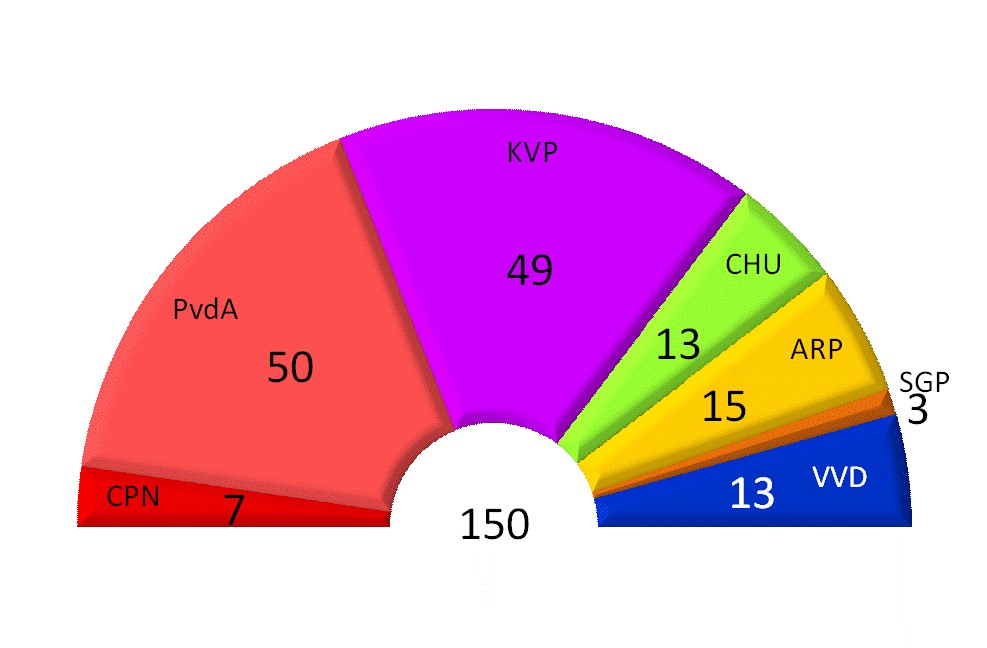
Zetelverdeling Tweede Kamer 1956-1959.

De samenstelling van de Tweede Kamer der Staten-Generaal 1956-1959 biedt een overzicht van de Tweede Kamerleden in de periode tussen de Tweede Kamerverkiezingen van 13 juni 1956 en de Tweede Kamerverkiezingen van 12 maart 1959. De regering werd in oktober 1956 gevormd door het kabinet-Drees III. De zittingsperiode ging in op 3 juli 1956. Er waren 100 Tweede Kamerleden.
De partijen staan in volgorde van grootte. De politici staan in alfabetische volgorde, uitgezonderd de fractievoorzitter, die telkens vetgedrukt als eerste van zijn of haar partij vermeld staat.

## Gekozen bij de verkiezingen van 13 juni 1956

### PvdA (34 zetels)
- Jaap Burger, fractievoorzitter
- Jaap Blom
- Jan Bommer
- Willem Drees
- Cees Egas
- Frans Goedhart
- Marinus van der Goes van Naters
- Kees ten Hagen
- Took Heroma-Meilink
- Henk Hofstra
- Jacques de Kadt
- Cors Kleijwegt
- Kees van Lienden
- Theo van Lier
- Sicco Mansholt
- Gerard Nederhorst
- Harry Peschar
- Ans Ploeg-Ploeg
- Siep Posthumus
- Aat van Rhijn
- Dirk Roemers
- Geert Ruygers
- Johan Scheps
- Harm van Sleen
- Nico Stufkens
- Ko Suurhoff
- Sjeng Tans
- Corry Tendeloo
- Anne Vermeer
- Evert Vermeer
- Willem Vermooten
- Anne Vondeling
- Joan Willems
- Nancy Zeelenberg

### KVP (33 zetels)
- Carl Romme, fractievoorzitter
- Jan Andriessen
- Jo Cals
- Harry van Doorn
- Willem Jozef Droesen
- Anthony Ernst Mary Duynstee
- Ben Engelbertink
- Johannes Josephus Fens
- Jacobus Groen Azn.
- Nico van den Heuvel
- Marga Klompé
- Theo Koersen
- Jo van Koeverden
- Wim de Kort
- Rad Kortenhorst
- Anton Lucas
- Joseph Luns
- Jos Maenen
- Cees van Meel
- Wiel Mulders
- Jan Mathijs Peters
- Wil Peters
- Kees van der Ploeg
- Karel van Rijckevorsel
- Siegfried Stokman
- Frans-Joseph van Thiel
- Netty de Vink
- Frans van Vliet
- Martien van der Weijden
- Toon Weijters
- Charles Welter
- André de Wolf
- Harrie van der Zanden

### ARP (10 zetels)
- Jelle Zijlstra, fractievoorzitter
- Jacob Algera
- Arend Biewenga[1]
- Sieuwert Bruins Slot
- Jan van Eibergen[2]
- Henk van Eijsden
- Jan Fokkema
- Cees Hazenbosch
- Anton Roosjen
- Ep Verkerk

### VVD (9 zetels)
- Pieter Oud, fractievoorzitter
- Johan Cornelissen
- Jeanne Fortanier-de Wit
- Floor den Hartog
- Henk Korthals
- Herman François van Leeuwen
- Govert Ritmeester
- Joke Stoffels-van Haaften
- Roelof Zegering Hadders

### CHU (8 zetels)
- Hendrik Tilanus, fractievoorzitter
- Henk Beernink
- Henk Kikkert
- Tjeerd Krol
- Jan Schmal
- Kees Staf
- Frits van de Wetering
- Christine Wttewaall van Stoetwegen

### CPN (4 zetels)
- Henk Gortzak, fractievoorzitter
- Paul de Groot
- Frits Reuter
- Gerben Wagenaar

### SGP (2 zetels)
- Pieter Zandt, fractievoorzitter
- Cor van Dis sr.

## Bijzonderheden
- Pieter Sjoerds Gerbrandy (ARP) nam zijn verkiezing niet aan vanwege zijn benoeming tot lid van de Commissie-Beel, die de Greet Hofmans-affaire moest afhandelen. Zijn opvolger Jan van Eibergen werd op 3 juli dat jaar geïnstalleerd.
- Op 6 november 1956 werd het aantal Tweede Kamerleden verhoogd tot 150. De 50 nieuwe zetels werden verdeeld over de partijen die in de Tweede Kamer zetelden.

## Tussentijdse mutaties

### 1956
- 3 oktober: Willem Drees, Sicco Mansholt, Aat van Rhijn, Ko Suurhoff (allen PvdA), Jo Cals, Joseph Luns, Frans-Joseph van Thiel (allen KVP), Jacob Algera, Jelle Zijlstra (beiden ARP) en Kees Staf (CHU) moesten ontslag nemen omdat ze hun ambt van minister of staatssecretaris in het ontslagnemende kabinet-Drees II drie maanden met het Tweede Kamerlidmaatschap hadden gecombineerd. Hun opvolgers waren Henk van den Born, Huub Franssen, Jan Reehorst, Coen Deering (allen PvdA), Martinus Maria Aloysius Antonius Janssen, Wim Schuijt, Pieter Blaisse (allen KVP), Cornelis van der Zaal, Pieter Sjoerds Gerbrandy (beiden ARP) en Jo de Ruiter (CHU). Allen werden op 23 oktober 1956 geïnstalleerd, behalve Coen Deering, diens installatie vond plaats op 4 december dat jaar. Jelle Zijlstra werd als fractievoorzitter van de ARP op 16 oktober 1956 opgevolgd door Sieuwert Bruins Slot.
- 13 oktober: Henk Hofstra (PvdA) en Marga Klompé (KVP) namen ontslag vanwege hun benoeming tot minister in het kabinet-Drees III. Hun opvolgers Bas van den Tempel (PvdA) en Leo Albering (KVP) werden op 23 oktober dat jaar geïnstalleerd.
- 18 oktober: Corry Tendeloo (PvdA) overleed. Haar opvolgster Corrie de Roos-Oudegeest werd op 6 november dat jaar geïnstalleerd.
- 6 november: er worden 50 nieuwe Tweede Kamerleden geïnstalleerd, elk 16 voor de PvdA en de KVP, elk 5 voor de ARP en de CHU, 4 voor de VVD, 3 voor de CPN en 1 voor de SGP. Deze waren: Ies Baart, Gerard Boekhoven jr., Frits Daams, Jo Koopman, Johannes Jacobus Kramer, Jan Lamberts, Connie Patijn, Tineke Schilthuis, Fedde Schurer, Uke Tellegen-Veldstra, Joop den Uyl, Albert Venverloo, Henk Vredeling, Maarten Vrolijk, Theo Westerhout, Wiebe Wierda (allen PvdA), Willem Assmann, Franciscus Johannes Herman Bachg, Fons Baeten, Ben van Buel, Sjef van Dongen, Theo de Graaf, Martien van Helvoort, Cor Kleisterlee jr., Agnes Nolte, Eugenius Gerardus Maria Roolvink, Frans-Joseph van Thiel, Hendrikus Johannes Antonius Verberk, Bernard Verhoeven, Eddy Visch, Jan de Vreeze, Johan Zwanikken (allen KVP), Barend Biesheuvel, Jan Meulink, Lubbertus Willem Gerrit Scholten, Jan Smallenbroek, Thieleman Versteeg (allen ARP), Michael Rudolph Hendrik Calmeyer, Isaäc Nicolaas Theodoor Diepenhorst, Cor van Mastrigt, Durk van der Mei, Cor van der Peijl (allen CHU), Cees Berkhouwer, Jeanette ten Broecke Hoekstra, Frederik Gerard van Dijk, Edzo Toxopeus (allen VVD), Marcus Bakker, Jan Haken, Rie Lips-Odinot (allen CPN) en David Kodde (SGP). De installatie van Marcus Bakker (CPN) vond plaats op 7 november 1956 en Jan Haken (CPN) overleed op 27 november dat jaar, nog voor zijn installatie officieel kon plaatsvinden. Deze laatste werd opgevolgd door Cor Borst, die op 13 december 1956 werd geïnstalleerd.

### 1957
- 11 maart: Kees ten Hagen (PvdA) overleed. Zijn opvolgster Trees Lemaire werd op 28 maart dat jaar geïnstalleerd.
- 1 mei: Coen Deering (PvdA) nam ontslag als Tweede Kamerlid omdat hij vanwege een geschil met de stad Rotterdam koos voor zijn functie van rector aan het Libanon-lyceum in deze stad. Zijn opvolger Arie Verhoef werd op 7 juni dat jaar geïnstalleerd.

### 1958
- 21 januari: Anne Vondeling (PvdA) nam ontslag vanwege zijn benoeming tot minister in het kabinet-Drees III. Zijn opvolger Arie Jan Schouwenaar werd op 4 februari dat jaar geïnstalleerd.
- 20 februari: Jeanne Fortanier-de Wit (VVD) nam ontslag om persoonlijke redenen. Haar opvolger Martin Visser werd op 4 maart dat jaar geïnstalleerd.
- 22 februari: Frits Reuter (CPN) vertrok uit de Tweede Kamer. Zijn opvolger Bertus Brandsen werd op 15 april dat jaar geïnstalleerd.
- 15 april: binnen de CPN-fractie ontstond een breuk na conflicten binnen de partij over de positie van de Eenheids Vakcentrale. Tweede Kamerleden Bertus Brandsen, Henk Gortzak, Rie Lips-Odinot en Gerben Wagenaar vormden vervolgens de Groep-Gortzak, met Henk Gortzak als fractievoorzitter. Gortzak werd als fractievoorzitter van de CPN opgevolgd door Paul de Groot.
- 14 oktober: Harm van Sleen (PvdA) overleed. Zijn opvolger Henk Engelsman werd op 28 oktober dat jaar geïnstalleerd.
- 1 november: Lubbertus Willem Gerrit Scholten (ARP) nam ontslag vanwege zijn benoeming tot hoogleraar aan de Vrije Universiteit Amsterdam. Zijn opvolger Garmt Kieft werd op 11 november dat jaar geïnstalleerd.
- 21 november: Nancy Zeelenberg (PvdA) nam ontslag vanwege haar benoeming tot wethouder van Rotterdam. Haar opvolger Ferdinand Jan Kranenburg werd op 27 november dat jaar geïnstalleerd.